# Дюссельдорф-Флее
Флее (нем. Flehe) один из 50 районов Дюссельдорфа, расположенный в 3-м юго-западном округе города на берегу Рейна. Соседние районы: Бильк (Bilk), Фольмерсверт (Volmerswerth) и Химмельгайст (Himmelgeist). По количеству жителей Флее относится к числу малых районов города.

## Общая характеристика
Несмотря на близость к центру Дюссельдорфа, старинный центр Флее между церковью и берегом Рейна носит яркие черты сельскохозяйственного поселения. У Ахенской площади, на границе с районом Бильк, Флее имеет уже городской вид. Здесь на площади по субботам проходит традиционная ярмарка старых вещей (барахолка), на которую съезжается весь Дюссельдорф.
Сельский вид района объясняется небольшим числом жителей и малоэтажным характером застройки. Во Флее проживает 6—7 % иностранцев (для сравнения, в Дюссельдорфе в среднем 16 %). Средний возраст жителей составляет примерно 44 года.
Название «Флее» («Умоление») имеет несколько толкований. Во-первых, со старонемецких Vle, Flee или Vlye переводится как «в течении расположенный» (имеется в виду береговое положение на Рейне). Другие усматривают в этом названии слово «убегание», то есть средневековое церковное убежище для беженцев. Но, в-третьих, в последние столетия слово Флее ассоциируется напрямую со словом «умоление» в том смысле, что к концу очередного наводнения (а они здесь частое явление) жители считали, что всё-таки умолили Бога и тот сжалился над ними. Историки предполагают, что поселение было включено в состав Дюссельдорфа ещё до 1384 года, но официально название появляется в документе 1402 года.
Флее известен двумя крупными объектами на реке Рейн. Во-первых, чуть ли не половина района (его южная прибрежная часть) отведена под один из городских водозаборов. Вода Рейна, пройдя мощные фильтрующие толщи песка и гальки, попадает после очистки как питьевая вода в городской водопровод. Во-вторых, здесь через Рейн перекинут один из крупнейших рейнских мостов, называемый официально «Мост Флее», по которому проходит автобан А46, соединяющий Нойс и Вупперталь.

## Автомагистрали и линии общественного транспорта
- Автобан: А46
- Дороги земельного значения: 1, 326
- Трамвайная линия: 712
- Автобусные маршруты: 723, 726, 835, 836, 893
- Ночные автобусные экспрессы: NE 8, 809

## Туризм
Флее является излюбленным местом для туристов, поскольку находится на одном из самых живописных участков реки Рейн. Сюда протянут местный городской велосипедный маршрут Тур Д (номер 3) из Старого города (Альтштадта).

## Фотоизображения

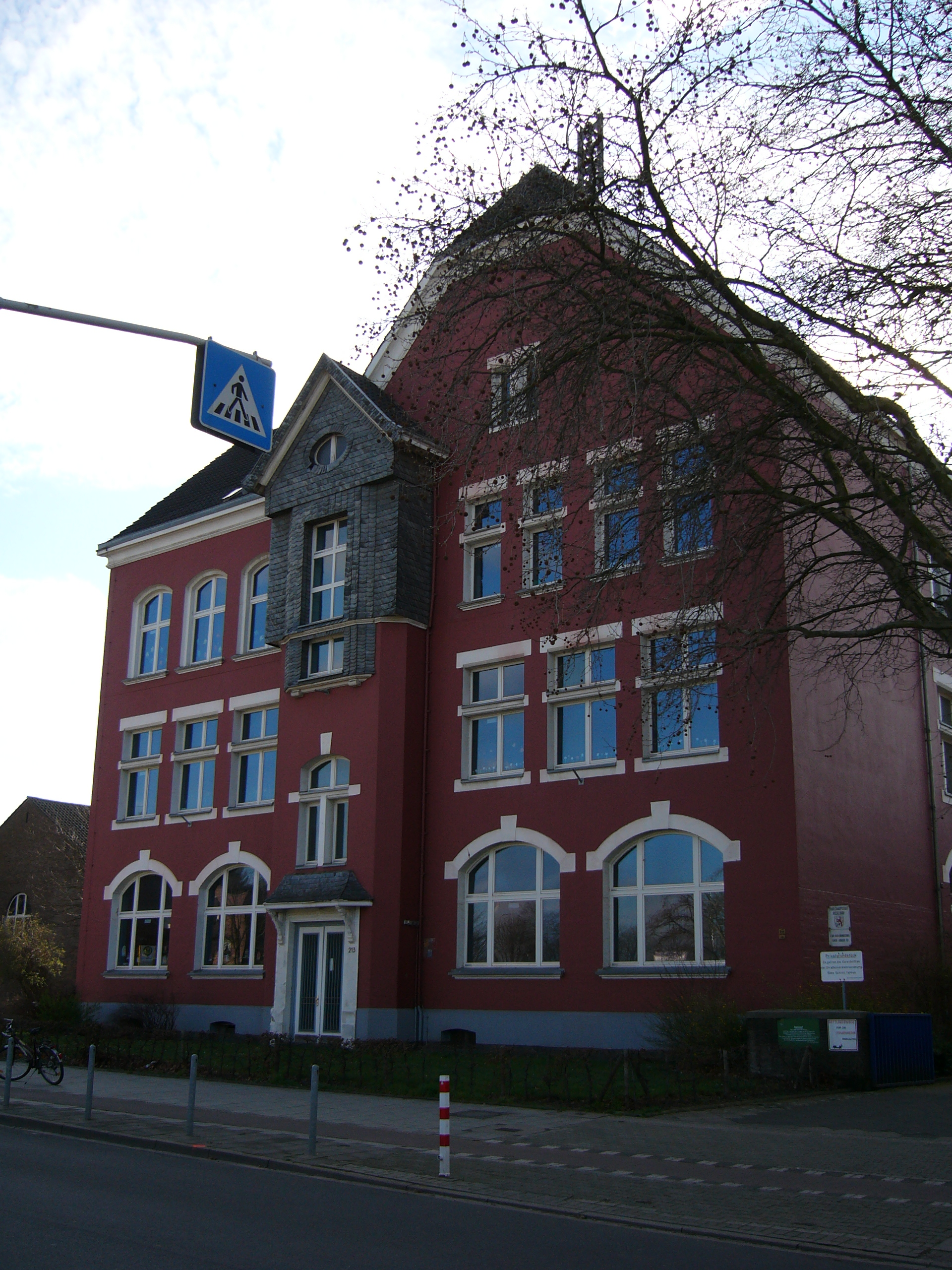
Начальная школа
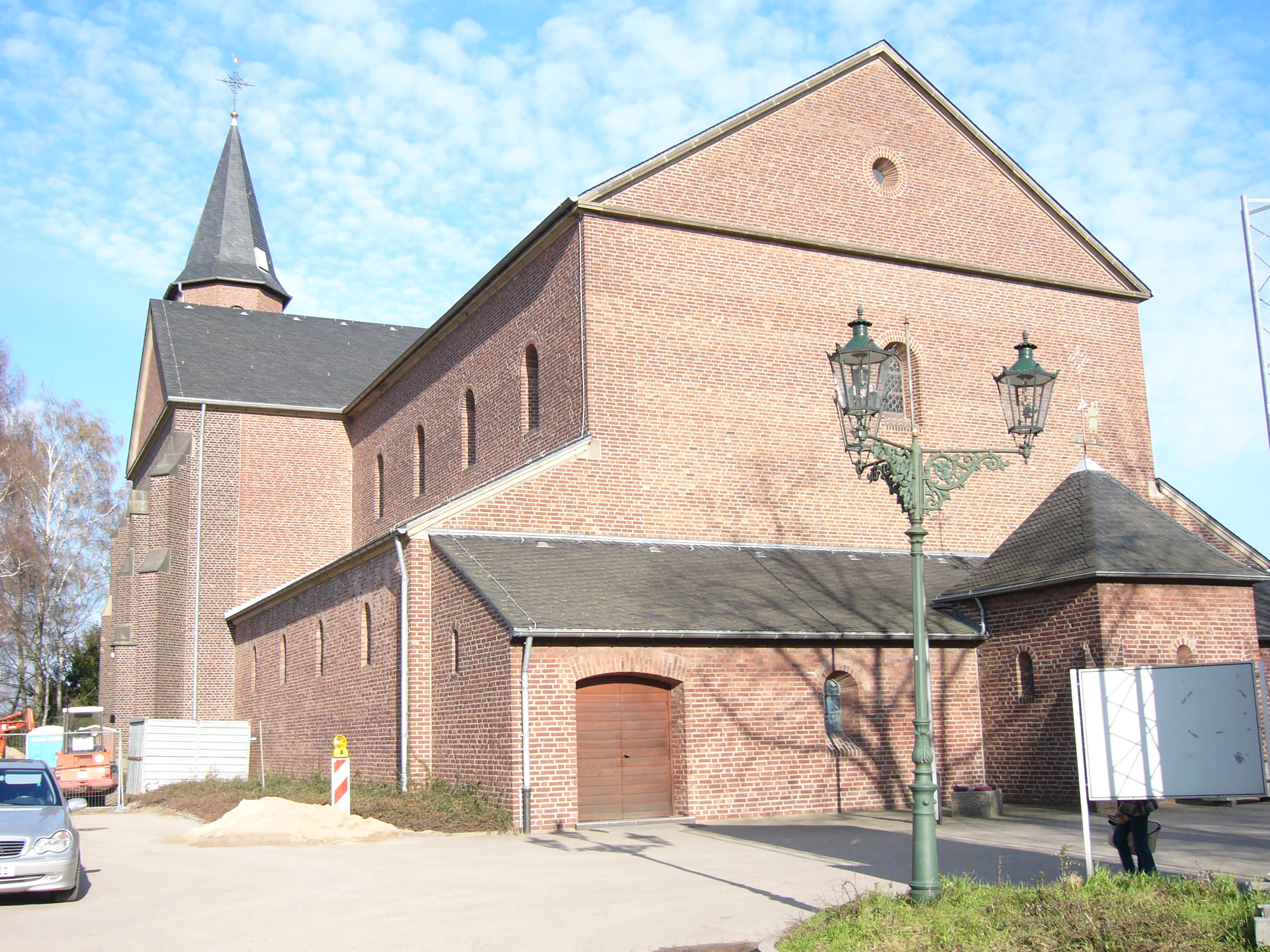
Католическая церковь
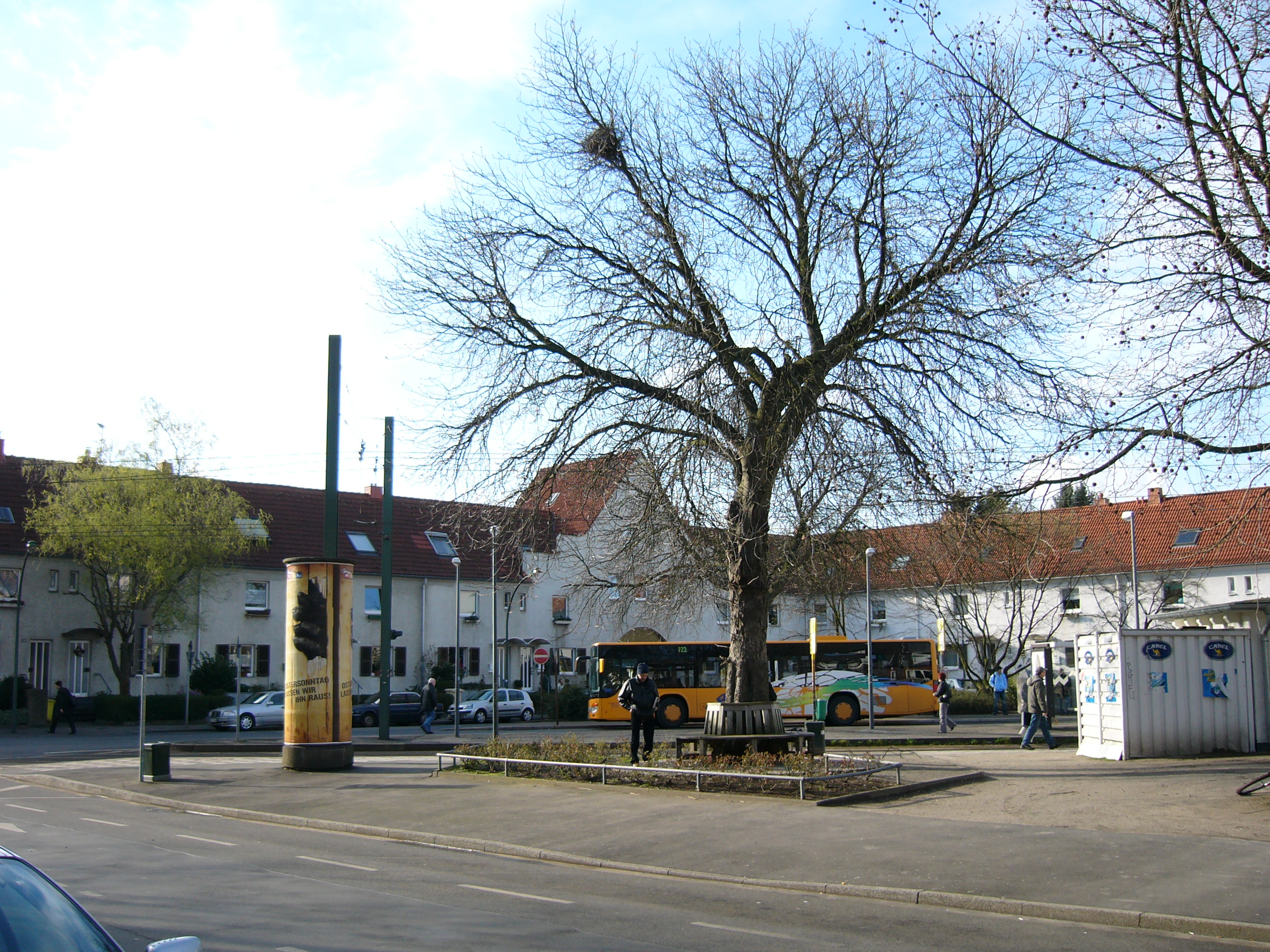
Ахенская площадь
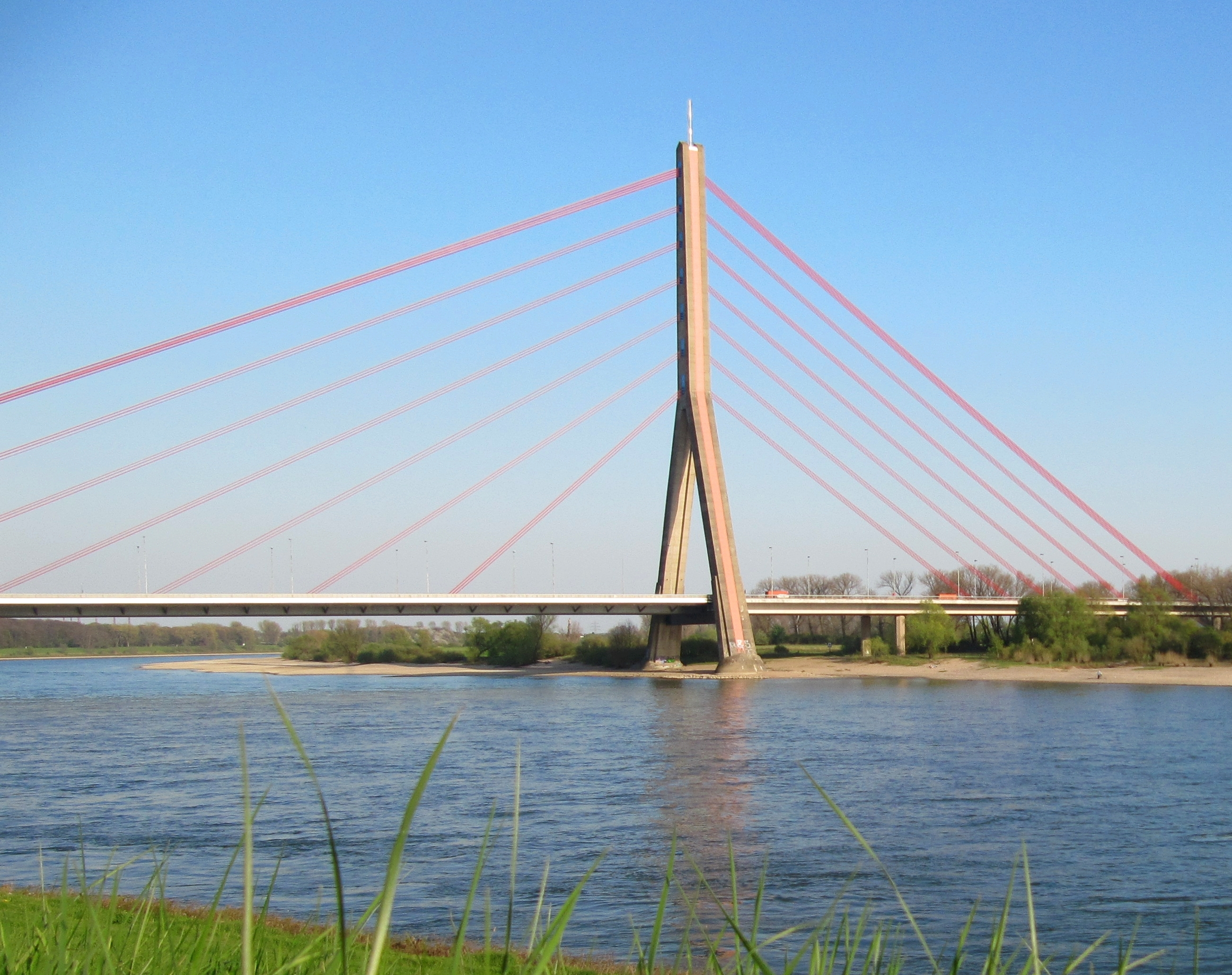
Мост Флее